# Marcin Drąg

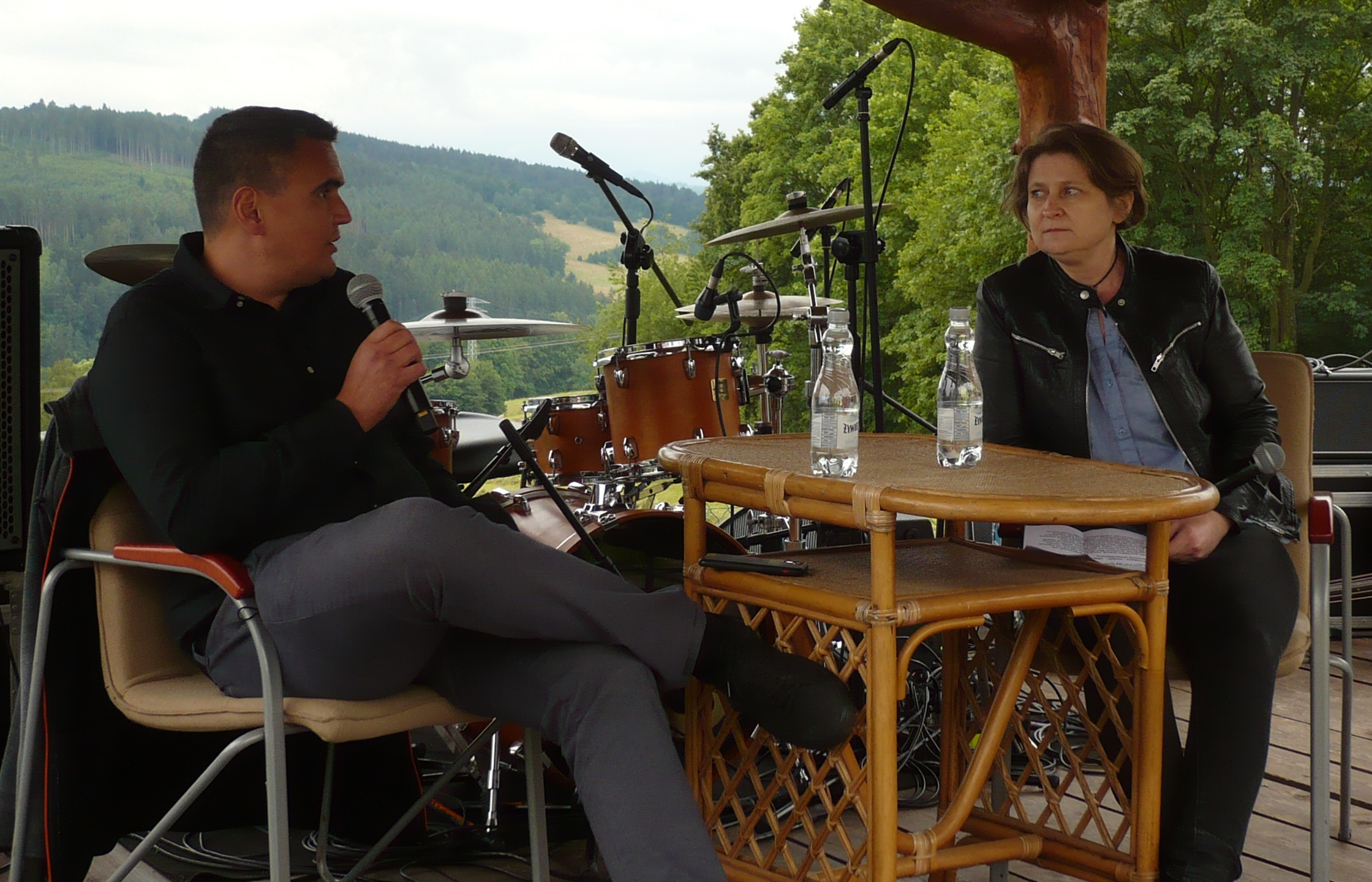
Marcin Drąg, VI Festiwal Góry Literatury, 2020

Marcin Drąg (ur. 30 lipca 1975 w Świdnicy) – polski chemik, profesor nauk chemicznych, nauczyciel akademicki Politechniki Wrocławskiej, laureat nagrody Fundacji na rzecz Nauki Polskiej.

## Życiorys
Urodził się 30 lipca 1975 w Świdnicy. Chemią i biologią zainteresował się podczas nauki w II Liceum Ogólnokształcącym w Świdnicy. W 1999 ukończył studia chemiczne na Uniwersytecie Wrocławskim, a stopień doktora uzyskał w 2003 na Politechnice Wrocławskiej. Jego praca doktorska została uhonorowana nagrodą za najlepszą pracę z chemii organicznej przez Polskie Towarzystwo Chemiczne i Sigma-Aldrich (2004). W 2003 r. został mianowany asystentem na Politechnice Wrocławskiej i następnie adiunktem (2004 r.). W latach 2005–2008 prowadził badania na stażu podoktorskim w The Burnham Institute for Medical Research w La Jolla, Kalifornia (USA) w laboratorium prof. Guy Salvesena. W 2011 roku habilitował się na Politechnice Wrocławskiej na podstawie pracy pt. Biblioteki substratów oraz inhibitorów jako narzędzia w badaniu właściwości metaloproteaz i proteaz cysteinowych. W 2016 otrzymał tytuł naukowy profesora nauk chemicznych. Od stycznia 2020 r. pełni funkcję kierownika Katedry Chemii Biologicznej i Bioobrazowania na Politechnice Wrocławskiej. Specjalizuje się w: chemii biologicznej, chemii kombinatorycznej, enzymach proteolitycznych, syntezie peptydów oraz sondach do obrazowania. Jego zainteresowania badawcze w zakresie chemii biologicznej obejmują projektowanie i syntezę substratów, inhibitorów i sond molekularnych dla różnych klas enzymów, w szczególności enzymów proteolitycznych. Prof. Drąg opracował kilka nowych, wszechstronnych technologii przydatnych do szybkiego określenia specyficzności substratowej enzymów proteolitycznych. W szczególności jego laboratorium zapoczątkowało i rozwinęło technologię z zastosowaniem dużej liczby nienaturalnych aminokwasów w bibliotekach kombinatorycznych (technologia HyCoSuL – Hybrid Combinatorial Substrate Library). Autor 11 patentów i ok. 140 publikacji.
Wielokrotny stypendysta Fundacji na rzecz Nauki Polskiej, beneficjent grantów Narodowego Centrum Nauki oraz innych polskich i zagranicznych instytucji. Nagradzany Nagrodą Rektora Politechniki Wrocławskiej i Nagrodą Ministra Nauki i Szkolnictwa Wyższego. W 2019 został laureatem nagrody Fundacji na rzecz Nauki Polskiej.
Należy do Komitetu Chemii Polskiej Akademii Nauk. W czerwcu 2022 został członkiem korespondentem Polskiej Akademii Umiejętności. W 2023 roku wybrany na członka rady International Proteolysis Society.
W 2020 odznaczony Krzyżem Kawalerskim Orderu Odrodzenia Polski.

## Hobby
Wędkarstwo, nurkowanie.